# Contrast (psychologie)
Contrast (binnen de psychologie, meer bepaald de gedragsanalyse) is het verschijnsel dat de subjectieve waarde van een stimulus kan versterkt of verminderd worden door andere ervaringen met stimuli in een gelijkaardige context. Het is een interactie-effect waarbij de verschillen tussen stimuli worden vergroot.

## Toelichting
De subjectieve waarde of aantrekkelijkheid van zaken is geen vaststaand gegeven. Verschillende factoren beïnvloeden de subjectieve waarde van zaken, zoals de nabijheid van de stimulus (delay discounting). Het contrast of de vergelijking met andere stimuli is een andere zeer belangrijke factor die de subjectieve waarde beïnvloedt. Een middelgrote appel in een korf kleine appels, zal groot lijken, zelfs groter dan hij eigenlijk is. Dezelfde middelgrote appel in een korf grote appels, zal klein lijken. De invloed van contrast gaat zeer ver. Zelfs of iets als een beloning of een straf beleefd wordt, hangt mee af van de context. Als je van je baas € 10 per week opslag krijgt, ervaar je dat als een beloning, tenzij je verneemt dat je collega’s € 20 opslag hebben gekregen. Vanaf dan voel je je gestraft.

Contrast is het omgekeerde van generalisatie. Bij generalisatie wordt de waarde van een prikkel veralgemeend naar andere gelijkaardige of nabije prikkels. Generalisatie leidt tot meer gelijkheid. Contrast leidt tot meer verschil.

## Vormen van contrast
Er zijn verschillende procedures om contrast te onderzoeken. Deze worden vormen van contrast genoemd (maar zijn dus eigenlijk verschillende procedures). De bekendste en langst bestudeerde vormen zijn “incentive contrast” en “behavioral contrast”. Omdat het om specifieke procedures gaat en er geen Nederlandse equivalenten voor bestaan, worden de termen niet vertaald.
Schematisch overzicht van incentive en behavioral contrast:
(In bovenstaand schema staat “G” voor “grote beloning” en “K” voor “kleine beloning”.)

### Incentive contrast of successief contrast
Incentive contrast is het oudste en meest bekende onderzoeksopzet. Dieren (of mensen) krijgen een bepaalde beloning en als ze die gewoon zijn, wordt de beloning plots verminderd of vermeerderd (zie schema). Vermoedelijk het oudste experiment rond incentive contrast is van Tinklepaugh en dateert van 1928. Apen werden getraind in het vinden van banaan of sla. Hun voorkeur ging naar banaan, maar ook sla lustten ze. Als ze op een bepaald moment verwachtten om banaan te krijgen, maar onverwacht sla aantroffen, weigerden ze die op te eten. Als ze geen banaan, maar sla verwachtten, dan aten ze die wel rustig op.

Incentive contrast wordt ook “successief contrast” genoemd omdat de dieren eerst één soort beloning krijgen en nadien plots een andere soort. Incentive contrast werd uitgebreid en systematisch onderzocht bij veel diersoorten. Het effect wordt vooral teruggevonden bij zoogdieren: apen, ratten, honden. Het zou veel minder teruggevonden worden bij andere soorten, hoewel het onder bepaalde voorwaarden bijvoorbeeld toch ook bij bijen voorkomt. Er wordt volop gezocht naar neurobiologische factoren die een rol spelen bij het verschijnsel.

### Behavioral contrast of gelijktijdig contrast
Behavioral contrast is een tweede soort contrast-proeven. Hierbij krijgen dieren via een signaal (een discriminatieve stimulus) aangeduid welk soort beloning zal volgen. Soms kunnen ze kleinere beloningen verdienen, soms grotere. Bijvoorbeeld bij rood licht kunnen duiven om de 3 minuten graankorrels verdienen als ze op een knop pikken; bij blauw licht aanvankelijk ook om de 3 minuten, maar later niet meer of veel minder. Nadien komen ze dan weer terug in de situatie met het rode licht (zie schema). In deze omstandigheden (minder te verdienen bij blauw licht) zullen de duiven veel meer op de knop pikken bij rood licht, dan wanneer bij blauw licht evenveel beloningen te verdienen zijn (dan is er geen contrast).

Waar incentive contrast ook successief contrast wordt genoemd, wordt behavioral contrast “gelijktijdig contrast” (“simultaneous contrast”, of “simultaneous incentive contrast”) genoemd. De term is niet helemaal correct omdat de verschillende beloningen niet gelijktijdig, maar eveneens achtereenvolgens aangeboden worden. Bij behavioral contrast gaat het om verschillende situaties en keert de situatie met de oorspronkelijke beloning echter terug. Beide beloningssituaties lopen als het ware door elkaar. Daarom spreken anderen liever over “successief differentieel contrast” of kortweg “differentieel contrast”.

Naar behavioral contrast gebeurde heel wat onderzoek. Het verschijnsel wordt bij uiteenlopende soorten teruggevonden. Er wordt ook gezocht naar theorieën om het fenomeen te verklaren.

## Positief en negatief contrast
Zowel bij incentive contrast als bij behavioral contrast wordt een onderscheid gemaakt tussen positief en negatief contrast.

### Negatief contrast
Bij negatief contrast wordt plots een kleinere beloning gegeven, zoals in het experiment met de aap en de banaan en sla (dit heet dan “successief negatief contrast”, afgekort als SNC), of wordt een wordt een beloningssituatie afgewisseld met een situatie met meer beloning (omgekeerd van in het beschreven experiment rond behavioral contrast). De opgevolgde beloningssituatie valt dan negatiever uit (kleinere beloning) dan de vergelijkingssituatie. Het effect van negatief contrast is doorgaans een trager reageren en soms niet meer reageren, minder tot niet meer eten en blijven zoeken naar een andere beloning.

### Positief contrast
Bij positief contrast is de opgevolgde beloningssituatie aantrekkelijker dan de vergelijkingssituatie. De beloning is onverwacht groter of de beloning in de afwisselende situatie is kleiner dan in de oorspronkelijke situatie. Het effect van positief contrast is doorgaans een sneller, actiever reageren en meer eten. Opvallend is wel dat er soms minder effect gevonden wordt bij positief contrast dan bij negatief contrast. Dieren en mensen blijken gevoeliger voor afname van beloningen dan voor toename.

## Belang van contrast
Contrast is een zeer belangrijk en onderschat fenomeen. Het speelt zowat dagelijks een rol in ons leven. De waarde van stimuli is relatief en niet absoluut. Als je iemand iets geeft, weet je niet automatisch wat dat voor die persoon betekent. Onder meer de context, de vergelijking met anderen en met andere ervaringen zal de waardering mee bepalen. Bij mensen is het effect nog meer aanwezig door de verbale capaciteiten. We creëren verbale verwachtingen en als daaraan niet wordt voldaan, volgt een contrast-effect. Als iemand jaarlijks bij zijn verjaardag een cadeau krijgt, maar plots niet meer of slechts een veel kleiner cadeau, dan leidt dit tot een negatief contrasteffect.